# Alexander von Dörnberg (Diplomat)

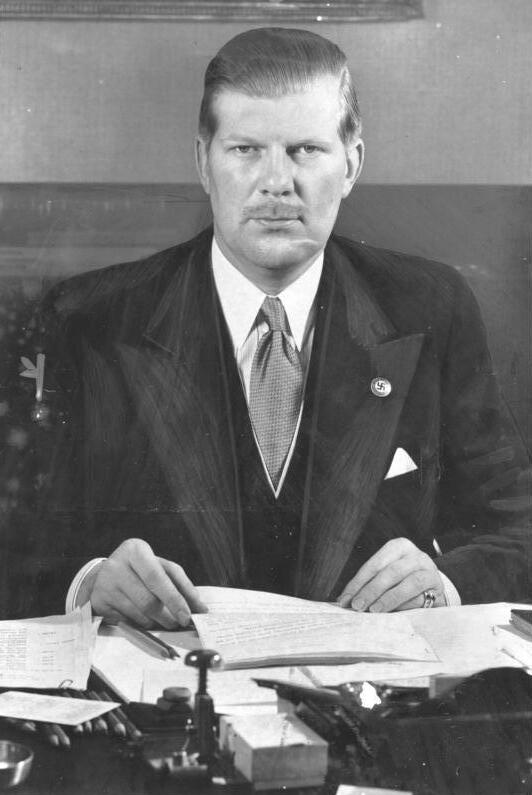
Alexander Freiherr von Dörnberg (1938), am Revers das NSDAP-Parteiabzeichen

Alexander (Sandro) Hugo Friedrich-Wilhelm Moritz Gustolf Kurt Karl Freiherr von Dörnberg zu Hausen (* 17. März 1901 in Darmstadt; † 7. August 1983 in Oberaula-Hausen, Hessen) war ein deutscher Jurist, Diplomat und SS-Führer. Bekannt wurde er als Leiter der Protokollabteilung des Auswärtigen Amtes von 1938 bis 1945.

## Familie
Alexander entstammte der Familie Dörnberg aus hessischem Uradel. Seine Eltern waren Hans-Carl von Dörnberg (1875–1924) und dessen erste Ehefrau Alix Freiin Schenck zu Schweinsberg (1878–1912).
Am 14. Dezember 1928 heiratete er in Berlin-Dahlem Gisela Hackelöer gen. Köbbinghoff (* 22. Mai 1906). Das Paar hatte zwei Kinder:
- Dirk-Dieter (* 8. Mai 1934 Reval)
- Alexandra (Alix) (* 3. April 1937 Berlin)

## Leben und Wirken
In seiner Jugend besuchte Dörnberg, genannt Sandro, das Reform-Realgymnasium in Kassel. Nachdem er dort 1919 das Abitur abgelegt hatte, nahm Dörnberg als Mitglied eines paramilitärischen Freikorps an den gewaltsamen innenpolitischen Auseinandersetzungen in Deutschland nach dem Ersten Weltkrieg teil. Anschließend studierte er Rechtswissenschaft an den Universitäten Heidelberg, Bonn, München, Marburg und Frankfurt am Main. 1920 wurde er Mitglied des Corps Saxo-Borussia Heidelberg und 1921 des Corps Borussia Bonn. 1925 promovierte er in Marburg zum Dr. iur.
1926 war Dörnberg einige Monate Privatsekretär des deutschen Botschafters Ago von Maltzan an der Deutschen Botschaft Washington, bevor er 1927 offiziell in den Auswärtigen Dienst trat. Im Auswärtigen Amt war er zunächst dem Alfred Horstmann als Attaché zugeteilt. 1930 bestand er die diplomatisch-konsularische Prüfung. Anschließend war er von 1930 bis 1933 als Attaché bei der deutschen Gesandtschaft in Bukarest beschäftigt.
1933 war Dörnberg – der durch seine Körpergröße von über 2 m auffiel – für einige Monate im Abrüstungsreferat des Auswärtigen Amtes tätig, bevor er von Herbst 1933 bis 1936 an der Gesandtschaft in Reval beschäftigt war. Nach einer Zwischenstation in der politischen Abteilung des Auswärtigen Amtes 1936/37 kam er als Legationssekretär an die Deutsche Botschaft London. Dort kam es erstmals zu einer intensiven Zusammenarbeit von Dörnberg und dem damaligen deutschen Botschafter in Großbritannien, Joachim von Ribbentrop, mit dem er sich anfreundete.
Zum 1. Januar 1934 trat Dörnberg als Landesschulungsleiter der NSDAP in Estland in die NSDAP ein (Mitgliedsnummer 3.398.362). 1938 wurde er zudem Mitglied in der SS (SS-Nummer 293.224), in der er als Ehrenführer im persönlichen Stab des Reichsführers SS den Rang eines SS-Oberführers erreichte.

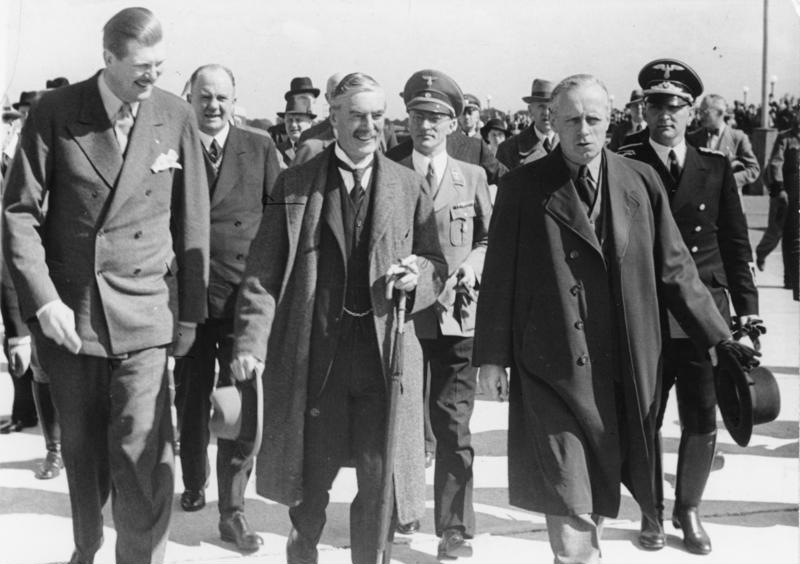
Dörnberg, Chamberlain und Ribbentrop am 16. September 1938

Im Juli 1938 wurde Dörnberg als Nachfolger von Vicco von Bülow-Schwante zum Chef der Protokollabteilung des Auswärtigen Amtes ernannt. In diesem Aufgabenbereich beauftragte er spätestens ab Sommer 1939 den ihm unterstellten Legationssekretär Eberhard von Künsberg Aktenbestände von polnischen Ministerien,  diplomatischen Vertretungen, die auf polnischem Territorium arbeiteten zu plündern. Dabei nahm er mindestens billigend in Kauf, dass bei den internationales Recht gröblichst missachtenden Machenschaften auch Bibliotheken, Museen, Archive, private Kunst- und Kulturgütersammlungen ausgeraubt wurden. Auf diesem Posten blieb er bis zum Zusammenbruch des NS-Regimes 1945. Im Herbst 1938 empfing Dörnberg den britischen Premierminister Chamberlain anlässlich der Verhandlungen über das Münchner Abkommen. Im August 1939 begleitete er Ribbentrop nach Moskau zur Unterzeichnung des deutsch-sowjetischen Nichtangriffspaktes.
Als Diplomat führte Dörnberg die Titel eines Gesandten und Botschafters in außerordentlicher Mission. Schon zuvor trat er weisungsgemäß aus dem Johanniterorden aus, war dort seit 1931 Ehrenritter.

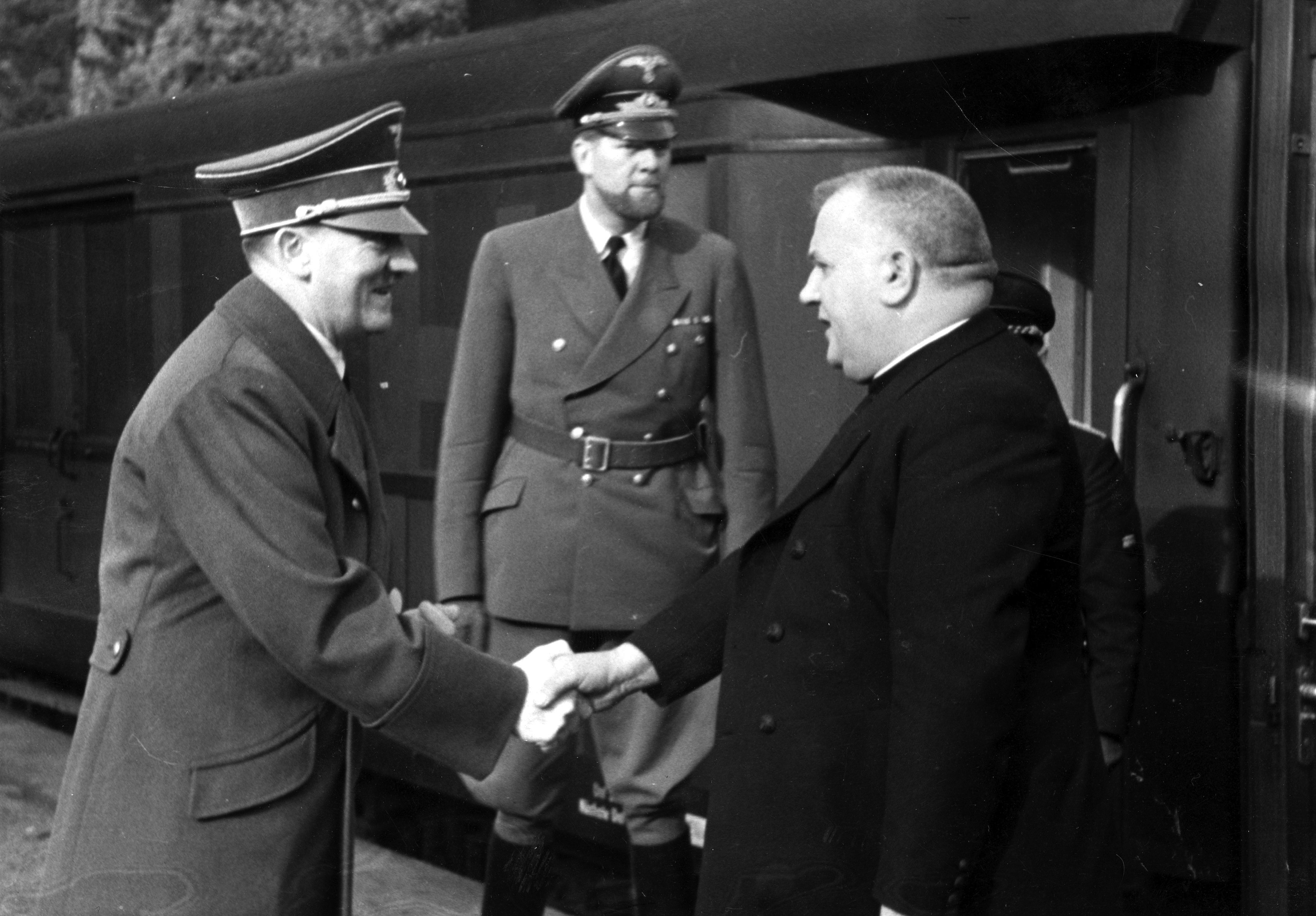
Dörnberg, Hitler und Jozef Tiso in Berlin im Oktober 1941

Nach der Kapitulation der Wehrmacht wurde Dörnberg von den Alliierten verhaftet und im Rahmen der Nürnberger Prozesse als Zeuge vernommen, insbesondere im Wilhelmstraßen-Prozess.
Größere öffentliche Aufmerksamkeit wurde Dörnberg postum im Jahr 2005 zuteil: Die Protokollabteilung des Auswärtigen Amtes hatte Dörnbergs Porträtphotographie in die Reihe aller Abteilungsleiter seit 1920 eingefügt, die in den Fluren der Protokollabteilung im 1. Stock des Westflügels vom AA hängen. Das führte zu einem Streit über die Erinnerungskultur des Auswärtigen Amtes und erregte das Missfallen des damaligen Außenministers Joschka Fischer.